# Enrich (compositor)
Enrich (Principat de Catalunya, segle XVI – mort el 1530) fou un compositor català que brillà en la cort de Felip I dit el Bell, el qual l'ompli a vessar de distincions.